# Zeidora tasmanica
Zeidora tasmanica is een slakkensoort uit de familie van de Fissurellidae. De wetenschappelijke naam van de soort is voor het eerst geldig gepubliceerd in 1883 door Beddome.